# 1957년 일본 프로 야구 올스타전
1957년 일본 프로 야구 올스타전은 1957년 7월 11일과 7월 13일에 열린 일본 프로 야구의 올스타전 경기이다.

## 출장 선수
| 센트럴 리그 | 센트럴 리그       | 센트럴 리그 | 센트럴 리그 |
| ----------- | ----------------- | ----------- | ----------- |
| 감독        | 미즈하라 노부시게 | 요미우리    |             |
| 코치        | 아마치 슌이치     | 주니치      |             |
| 코치        | 후지무라 후미오   | 오사카      |             |
| 투수        | 가네다 마사이치   | 고쿠테쓰    | 7           |
| 투수        | 나카야마 도시타케 | 주니치      | 2           |
| 투수        | 이나 쓰토무       | 주니치      | 첫 출장     |
| 투수        | 벳쇼 다케히코     | 요미우리    | 7           |
| 투수        | 후지타 모토시     | 요미우리    | 첫 출장     |
| 투수        | 고야마 마사아키   | 오사카      | 2           |
| 투수        | 하세가와 료헤이   | 히로시마    | 6           |
| 투수        | 아키야마 노보루   | 다이요      | 2           |
| 포수        | 후지오 시게루     | 요미우리    | 2           |
| 포수        | 도이 기요시       | 다이요      | 2           |
| 포수        | 요시자와 다케오   | 주니치      | 첫 출장     |
| 1루수       | 가와카미 데쓰하루 | 요미우리    | 7           |
| 2루수       | 이노우에 노보루   | 주니치      | 2           |
| 3루수       | 미야케 히데시     | 오사카      | 첫 출장     |
| 유격수      | 요시다 요시오     | 오사카      | 4           |
| 내야수      | 니시자와 미치오   | 주니치      | 6           |
| 내야수      | 히로오카 다쓰로   | 요미우리    | 4           |
| 내야수      | 후지이 히로무     | 히로시마    | 첫 출장     |
| 내야수      | 하코다 준         | 고쿠테쓰    | 2           |
| 내야수      | 오카지마 히로지▲  | 주니치      | 첫 출장     |
| 외야수      | 미야모토 도시오   | 요미우리    | 2           |
| 외야수      | 다미야 겐지로     | 오사카      | 3           |
| 외야수      | 요나미네 가나메   | 요미우리    | 6           |
| 외야수      | 이이다 도쿠지     | 고쿠테쓰    | 7           |
| 외야수      | 마치다 유키히코   | 고쿠테쓰    | 2           |
| 외야수      | 아오타 노보루     | 다이요      | 6           |

| 퍼시픽 리그 | 퍼시픽 리그       | 퍼시픽 리그 | 퍼시픽 리그 |
| ----------- | ----------------- | ----------- | ----------- |
| 감독        | 미하라 오사무     | 니시테쓰    |             |
| 코치        | 야마모토 가즈토   | 난카이      |             |
| 코치        | 벳토 가오루       | 마이니치    |             |
| 투수        | 아라마키 아쓰시   | 마이니치    | 6           |
| 투수        | 미나가와 무쓰오   | 난카이      | 첫 출장     |
| 투수        | 기무라 다모쓰     | 난카이      | 첫 출장     |
| 투수        | 오노 쇼이치       | 마이니치    | 첫 출장     |
| 투수        | 가와무라 히사후미 | 니시테쓰    | 4           |
| 투수        | 이나오 가즈히사   | 니시테쓰    | 첫 출장     |
| 투수        | 가지모토 다카오   | 한큐        | 3           |
| 투수        | 마키노 노부루▲    | 도에이      | 첫 출장     |
| 포수        | 노무라 가쓰야     | 난카이      | 첫 출장     |
| 포수        | 와다 히로미       | 니시테쓰    | 첫 출장     |
| 포수        | 야마모토 하치로   | 도에이      | 첫 출장     |
| 1루수       | 에노모토 기하치   | 마이니치    | 3           |
| 2루수       | 오카모토 이사미   | 난카이      | 4           |
| 3루수       | 나카니시 후토시   | 니시테쓰    | 5           |
| 유격수      | 도요다 야스미쓰   | 니시테쓰    | 3           |
| 내야수      | 모리시타 마사오   | 난카이      | 3           |
| 내야수      | 가쓰라기 다카오   | 마이니치    | 첫 출장     |
| 내야수      | 고노 아키노부     | 니시테쓰    | 첫 출장     |
| 내야수      | 고다마 아키토시   | 긴테쓰      | 첫 출장     |
| 외야수      | 야마우치 가즈히로 | 마이니치    | 4           |
| 외야수      | 오시타 히로시     | 니시테쓰    | 6           |
| 외야수      | 세키구치 세이지   | 니시테쓰    | 3           |
| 외야수      | 다카쿠라 데루유키 | 니시테쓰    | 2           |
| 외야수      | 도쿠라 가쓰키     | 한큐        | 5           |
| 외야수      | 부스지마 쇼이치   | 도에이      | 2           |
| 외야수      | 에다무라 쓰토무   | 다이에이    | 첫 출장     |

- 굵은 글씨는 팬 투표로 선출된 선수, ▲는 출장 사퇴 선수 발생에 의한 보충 선수.
  - 벳쇼(요미우리), 와다(니시테쓰), 오카모토(난카이), 도쿠라(한큐) 등은 2경기 모두 출전 기회가 없었다.[2]

## 올스타전 경기 결과

### 1차전

#### 스코어
| 팀 | 1 | 2 | 3 | 4 | 5 | 6 | 7 | 8 | 9 | R | H | E |
| 퍼시픽 | 0 | 2 | 0 | 1 | 0 | 0 | 0 | 0 | 2 | 5 | 7 | 0 |
| 센트럴 | 0 | 0 | 0 | 0 | 0 | 0 | 0 | 0 | 2 | 2 | 7 | 0 |
| 승리 투수: 가지모토 다카오(한큐) 패전 투수: 가네다 마사이치(고쿠테쓰) 홈런: 퍼시픽 – 야마우치 가즈히로(마이니치·4회 1점) 센트럴 – 다미야 겐지로(오사카·9회 2점) |   |   |   |   |   |   |   |   |   |   |   |   |

#### 출장 선수
| 퍼시픽 | 퍼시픽 | 퍼시픽            |
| 타순   | 수비   | 선수              |
| ------ | ------ | ----------------- |
| 1      | (二)   | 모리시타 마사오   |
| 2      | (三)   | 고다마 아키토시   |
| 3      | (유)   | 고다마 아키토시   |
| 4      | (중)   | 야마우치 가즈히로 |
| 5      | (포)   | 노무라 가쓰야     |
| 6      | (좌)   | 세키구치 세이지   |
| 7      | (우)   | 오시타 히로시     |
| 8      | (一)   | 에노모토 기하치   |
| 9      | (투)   | 가지모토 다카오   |

| 센트럴 | 센트럴 | 센트럴            |
| 타순   | 수비   | 선수              |
| ------ | ------ | ----------------- |
| 1      | (좌)   | 요나미네 가나메   |
| 2      | (유)   | 요시다 요시오     |
| 3      | (우)   | 미야모토 도시오   |
| 4      | (一)   | 가와카미 데쓰하루 |
| 5      | (중)   | 다미야 겐지로     |
| 6      | (二)   | 이노우에 노보루   |
| 7      | (三)   | 미야케 히데시     |
| 8      | (포)   | 후지오 시게루     |
| 9      | (투)   | 가네다 마사이치   |

#### 수상 선수
MVP
- 오시타 히로시(니시테쓰)

### 2차전

#### 스코어
| 팀 | 1 | 2 | 3 | 4 | 5 | 6 | 7 | 8 | 9 | R | H | E |
| 퍼시픽 | 0 | 2 | 2 | 0 | 0 | 0 | 0 | 0 | 0 | 4 | 4 | 0 |
| 센트럴 | 0 | 3 | 0 | 0 | 1 | 0 | 1 | 0 | X | 5 | 7 | 1 |
| 승리 투수: 가네다 마사이치(고쿠테쓰) 패전 투수: 이나오 가즈히사(니시테쓰) 홈런: 센트럴 – 미야모토 도시오(요미우리·7회 1점) |   |   |   |   |   |   |   |   |   |   |   |   |

#### 출장 선수
| 퍼시픽 | 퍼시픽 | 퍼시픽            |
| 타순   | 수비   | 선수              |
| ------ | ------ | ----------------- |
| 1      | (중)   | 부스지마 쇼이치   |
| 2      | (유)   | 도요다 야스미쓰   |
| 3      | (三)   | 나카니시 후토시   |
| 4      | (좌)   | 야마우치 가즈히로 |
| 5      | (포)   | 노무라 가쓰야     |
| 6      | (우)   | 오시타 히로시     |
| 7      | (二)   | 모리시타 마사오   |
| 8      | (一)   | 에노모토 기하치   |
| 9      | (투)   | 기무라 다모쓰     |

| 센트럴 | 센트럴 | 센트럴            |
| 타순   | 수비   | 선수              |
| ------ | ------ | ----------------- |
| 1      | (좌)   | 요나미네 가나메   |
| 2      | (유)   | 요시다 요시오     |
| 3      | (우)   | 미야모토 도시오   |
| 4      | (一)   | 가와카미 데쓰하루 |
| 5      | (중)   | 다미야 겐지로     |
| 6      | (二)   | 이노우에 노보루   |
| 7      | (三)   | 오카지마 히로지   |
| 8      | (포)   | 후지오 시게루     |
| 9      | (투)   | 고야마 마사아키   |

#### 수상 선수
MVP
- 미야모토 도시오(요미우리)

## 같이 보기
- 일본 야구 기구
- 일본 프로 야구 올스타전